# 波洛夫利
51°26′47″N 25°58′23″E / 51.44639°N 25.97306°E
波洛夫利（烏克蘭語：Половлі），是烏克蘭西北部的村莊，隸屬里夫內州的瓦拉什區。該村始建於1613年，面積22.002平方公里，海拔高度163米，2001年人口873。